# 瀼州
瀼州（じょうしゅう）は、中国にかつて存在した州。唐代に現在の広西チワン族自治区崇左市一帯に設置された。

## 概要
638年（貞観12年）、唐の清平公李弘節が欽州の首領の甯師京を派遣し、劉方の故道を求めさせ、獠族を帰順させて、瀼州が置かれた。742年（天宝元年）、瀼州は臨潭郡と改称された。758年（乾元元年）、臨潭郡は瀼州の称にもどされた。瀼州は嶺南道に属し、瀼江・波零・鵠山・弘遠の4県を管轄した。